# Bazylika katedralna św. Michała Archanioła i św. Floriana Męczennika w Warszawie

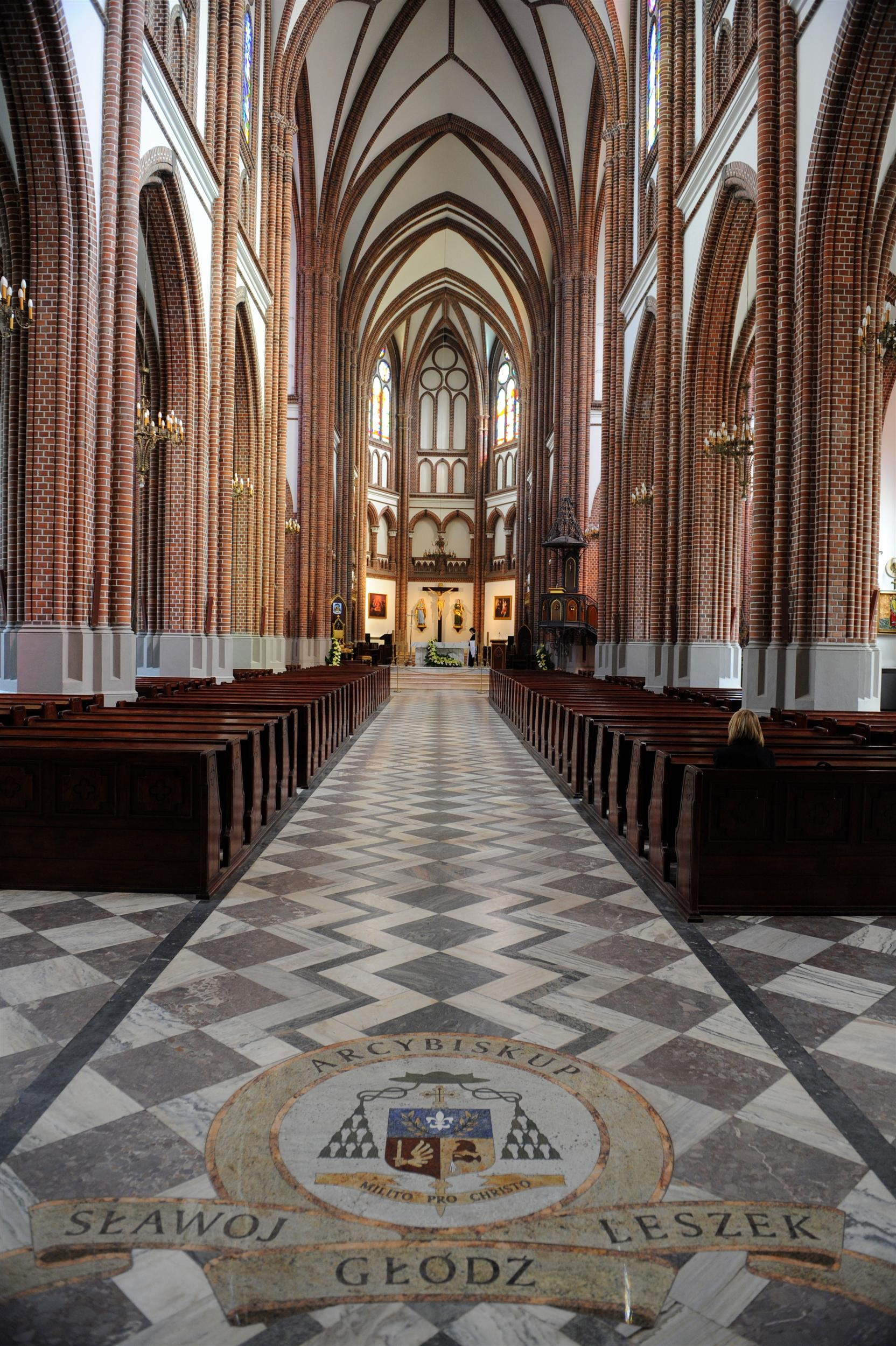
Nawa główna (2008)

Bazylika katedralna św. Michała Archanioła i św. Floriana Męczennika, zwyczajowo katedra św. Floriana – kościół na warszawskiej Pradze-Północ, katedra diecezji warszawsko-praskiej.

## Historia
Zgodę na budowę kościoła uzyskano po długich staraniach w 1886, kiedy liczba wiernych w praskiej parafii przy kościele Najświętszej Matki Bożej Loretańskiej sięgnęła ok. 32 tys. Z uwagi na ubóstwo mieszkańców, car Aleksander III wyraził zgodę na zbiórkę pieniędzy także poza Warszawą. Grunt pod budowę świątyni, położony przy jednej z głównych arterii komunikacyjnych Pragi, prowadzącej od Dworca Petersburskiego do mostu Kierbedzia, ofiarowało miasto. Znajdował się on w południowej części okrągłego placu Aleksandrowskiego (obecnego placu Weteranów 1863 roku). Wcześniej odbywały się tam m.in. konne jarmarki.
Kościół został wzniesiony w latach 1888–1904 według wyłonionego w konkursie projektu Józefa Piusa Dziekońskiego (przy współpracy Ludwika Panczakiewicza). Do udziału w konkursie dopuszczono wyłącznie architektów krajowych. Nadesłano łącznie 25 prac. Drugie miejsce zajął Władysław Marconi, a trzecie Ignacy Jórski. Przed zatwierdzeniem dokumentacji dokonano zmian w projekcie, wymuszonych względami oszczędnościowymi (m.in. skrócono korpus główny o jedno przęsło i ograniczono kamienny detal na rzecz cegły). W dniu wmurowania kamienia węgielnego zebrane fundusze wynosiły ok. 50 tys. rubli, z czego 6 tys. rubli podarowała Aleksandra Potocka.
Z uwagi na podmokłość terenu, zlokalizowanego na nadwiślańskich błoniach, konieczne było zastosowanie wzmocnionych fundamentów. Do budowy kościoła zamówiono cegły o podwyższonej wytrzymałości mechanicznej wytwarzane ręcznie w zakładach Kazimierza Granzowa.
W 1890, w związku z wyczerpywaniem się środków finansowych, wystąpiono do władz rosyjskich o dotację w wysokości 100 tys. rubli. Przyznana dotacja, wypłacana w ratach, pozwoliła na kontynuowanie budowy w kolejnych latach.
Świątynia ma formę trzynawowej bazyliki z transeptem. Posiada dwie wysokie wieże w fasadzie i trzy niższe: sygnaturkę oraz dwie wieże przy prezbiterium mieszczące schody. Forma i układ przestrzenny kościoła nawiązują do tzw. gotyku mazowieckiego lub nadwiślańskiego. Świątynia ta jest traktowana przez znawców architektury jako wzorcowa w polskiej architekturze sakralnej. Sam Józef Pius Dziekoński uznał ją za swoje największe osiągnięcie artystyczne.
Kościół został konsekrowany 29 września 1901 – w dniu patronalnym św. Michała Archanioła – przez bpa Kazimierza Ruszkiewicza. W uroczystości uczestniczyło 30 tys. osób. Świątynia mogła pomieścić ok. 8000 wiernych. Koszt jej budowy wyniósł 300 tys. rubli.
W latach 1932–1934 dwie 75-metrowe wieże kościoła obniżono do 2/3 ich pierwotnej wysokości. Powodem było pękanie ścian świątyni pod wpływem ciężaru hełmów wież.
7 kwietnia 1943, po mszy żałobnej odprawionej w kościele za rozstrzelanego oficera „Wachlarza” Wilhelma Baranowskiego ps. Borkowski, Gestapo aresztowało ok. 20 uczestniczących w niej członków tej organizacji.
Kościół został wysadzony w powietrze przez wycofujących się Niemców 14 września 1944. Do wysadzenia świątyni użyto także materiałów wybuchowych przeznaczonych pierwotnie do zniszczenia sąsiedniego Szpitala Praskiego, w wyniku czego szpital ocalał. Z całej budowli ocalały fragmenty ścian bocznych z figurami patronów świątyni, św. Michała Archanioła i św. Floriana Męczennika, wykonanymi przez Tadeusza Skoniecznego. Po zakończeniu pierwszego etapu odbudowy została ona oddana do użytku wiernym – jeszcze bez wież i transeptu – w 1951. Do tego czasu nabożeństwa odbywały się w sali parafialnej zaadaptowanej na kaplicę. Autorem projektu rekonstrukcji świątyni był Stanisław Marzyński. Odbudowę zakończono w 1972.
Od marca 1992 kościół jest katedrą diecezji warszawsko-praskiej. W 1997 uzyskał tytuł bazyliki mniejszej.
W 1994 na placu przed świątynią odsłonięto kamień poświęcony ofiarom rzezi Pragi.
W 1997 na frontowej elewacji kościoła umieszczono dwie mozaiki: z postacią Chrystusa i herbem pierwszego biskupa warszawsko-praskiego Kazimierza Romaniuka, a w 1998 trzecią mozaikę z herbem Pragi według wzoru z 1648.
13 czerwca 1999, podczas swojej VII pielgrzymki do Polski, Jan Paweł II spotkał się przed katedrą z wiernymi oraz przewodniczył liturgii słowa.
W czasie, kiedy biskupem diecezji warszawsko-praskiej był Sławoj Leszek Głódź, w posadzkę świątyni wmurowano rozetę z jego herbem, imieniem i nazwiskiem (herb i dane osobowe ukaranego za tuszowanie pedofilii hierarchy zostały usunięte z posadzki w 2022 roku). W sierpniu 2005 przed katedrą odsłonięto pomnik ks. Ignacego Skorupki dłuta Andrzeja Renesa. 
Przy świątyni (od strony ul. Sierakowskiego) posadzono tzw. dąb papieski, wyhodowany z żołędzia dębu Chrobry, poświęconego w 2004 przez Jana Pawła II.

## Wnętrze świątyni
W bazylice znajdują się m.in. popiersie i relikwiarz z sercem ks. Ignacego Kłopotowskiego oraz wiele tablic pamiątkowych m.in. poświęconych Józefowi Piusowi Dziekońskiemu, Stanisławowi Marzyńskiemu, Bolesławie Lament, profesorom i wychowankom Gimnazjum i Liceum im. Władysława IV oraz żołnierzom 1 Warszawskiej Dywizji Piechoty poległym podczas walk o wyzwolenie Pragi we wrześniu 1944.
Na postumencie w prawej nawie znajduje się barokowa figura św. Floriana Męczennika – patrona strażaków, który wraz ze św. Michałem Archaniołem jest patronem świątyni.

## Inne informacje
Od wezwania świątyni pochodzi nazwa sąsiadującej z nią ul. Floriańskiej.

## Galeria

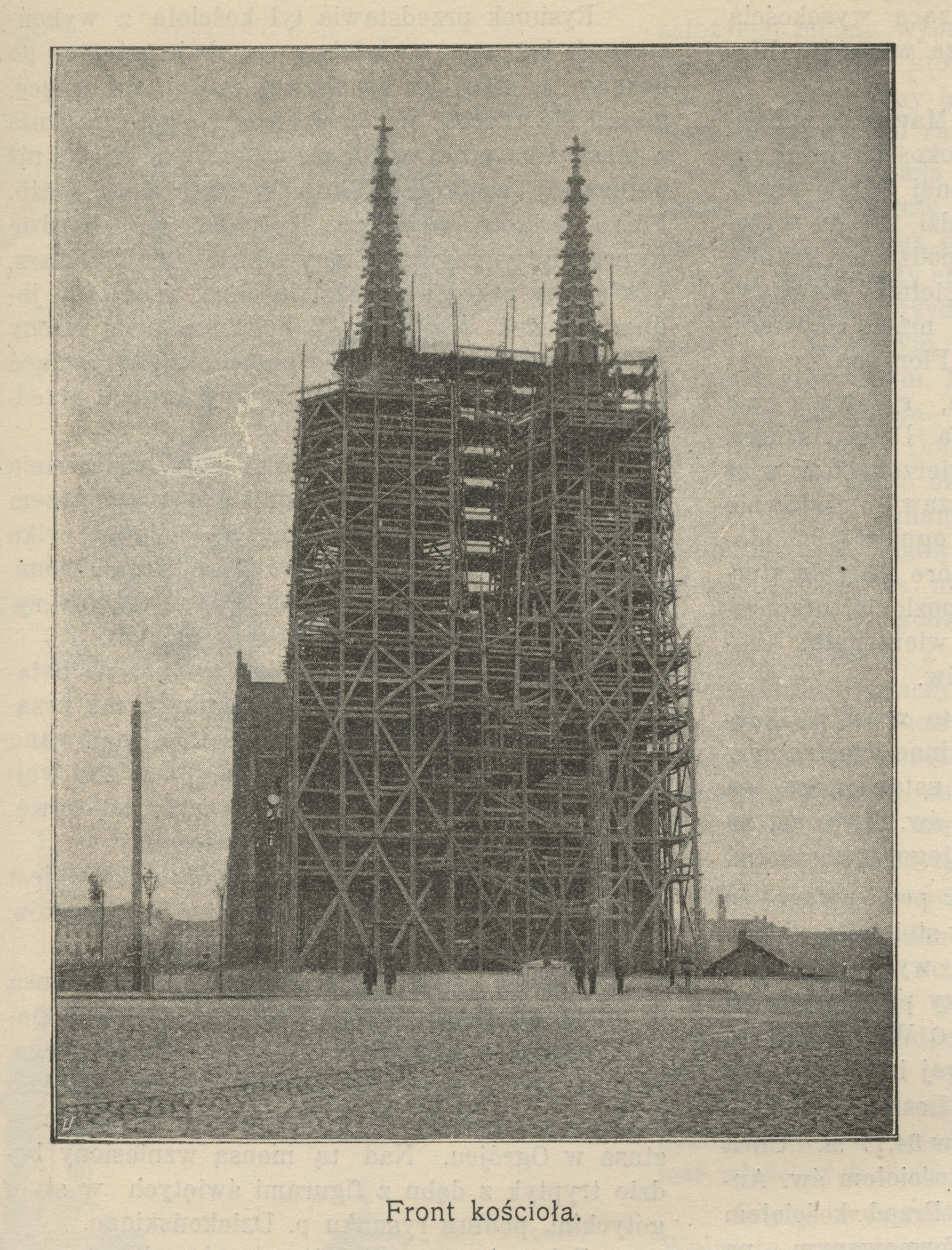
Kościół w budowie, widok od frontu. Zdjęcie z „Tygodnika Ilustrowanego” z 1898
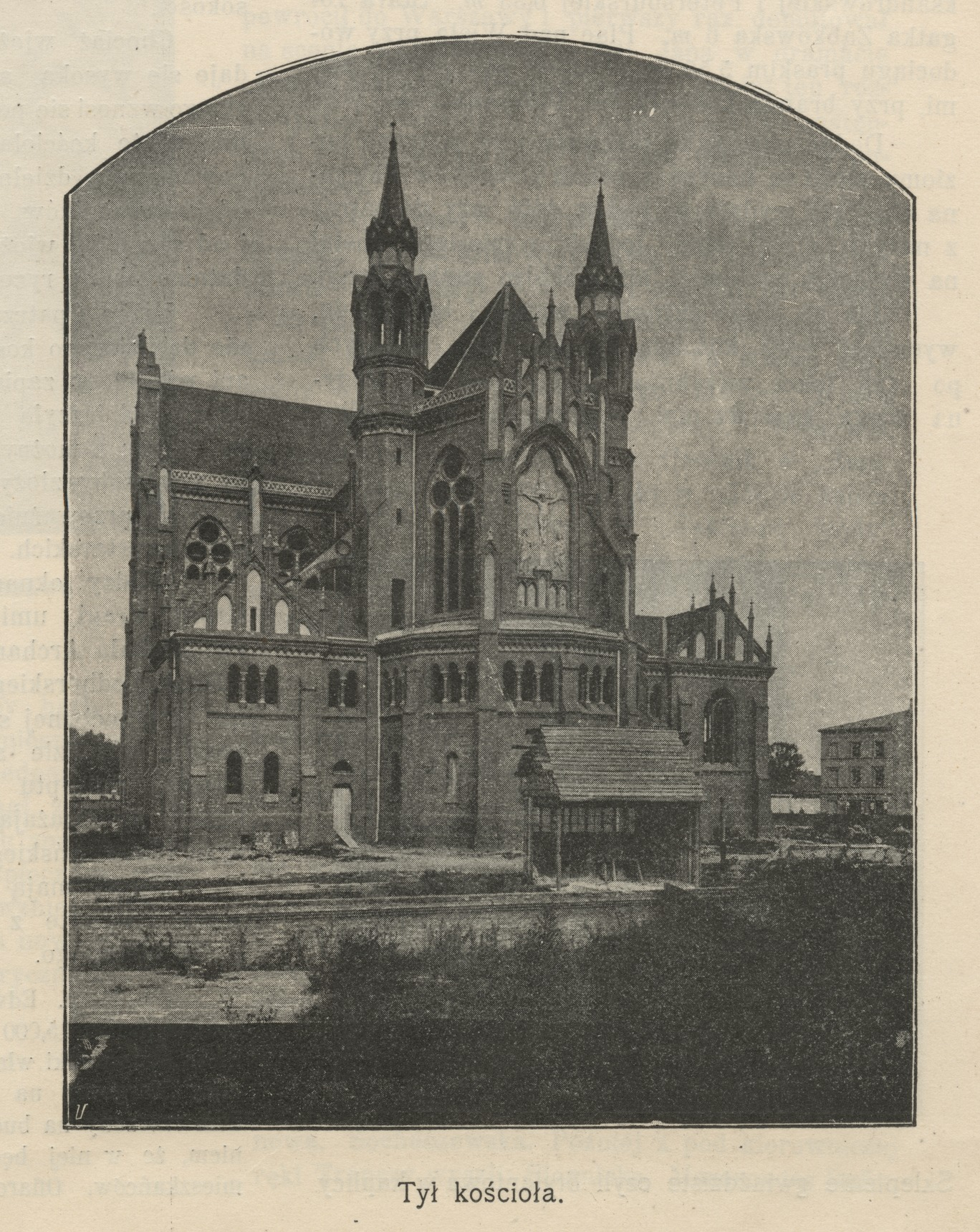
Fotografia tylnej fasady świątyni z „Tygodnika Ilustrowanego” z 1898
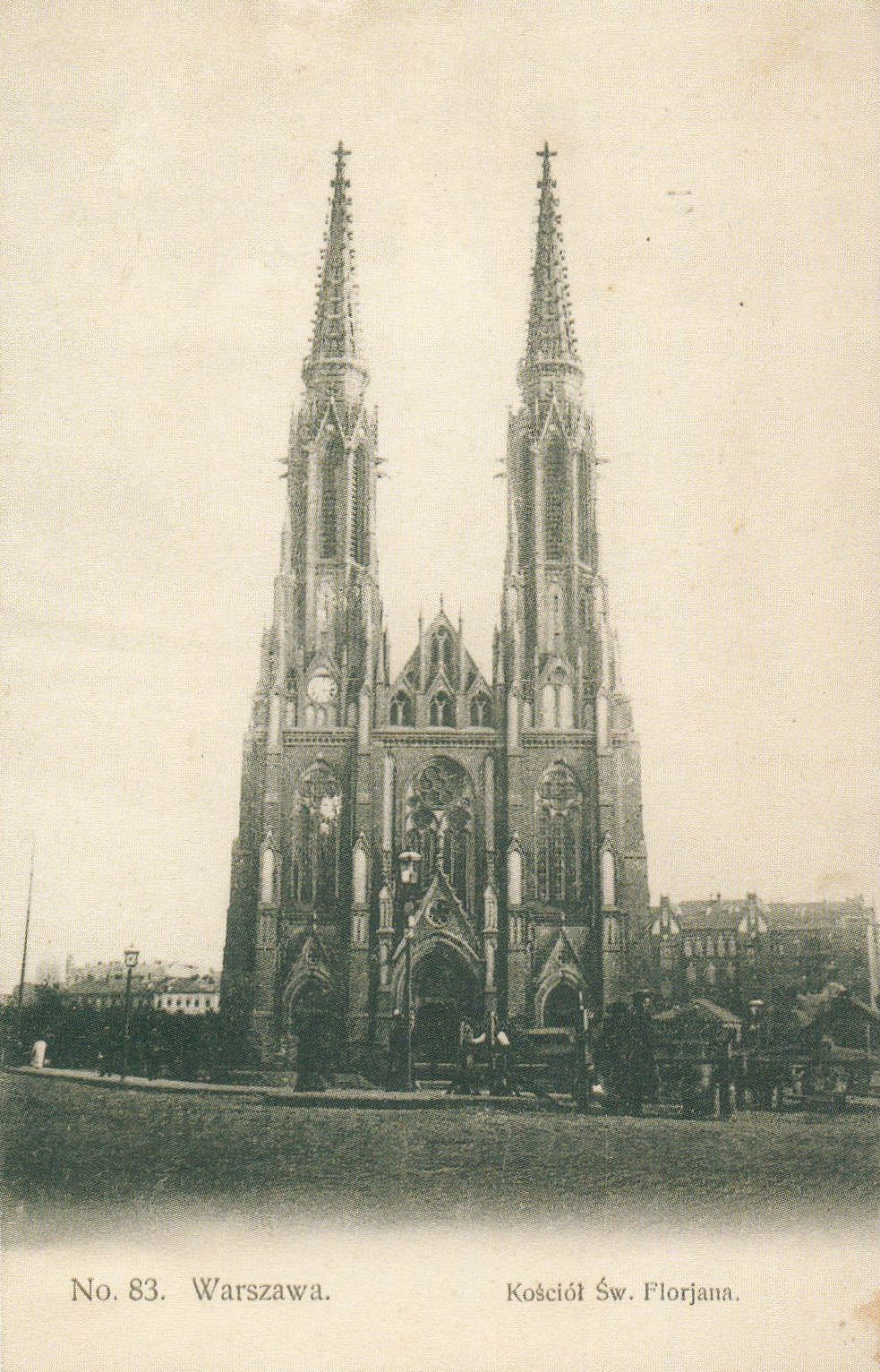
Kościół w 1908
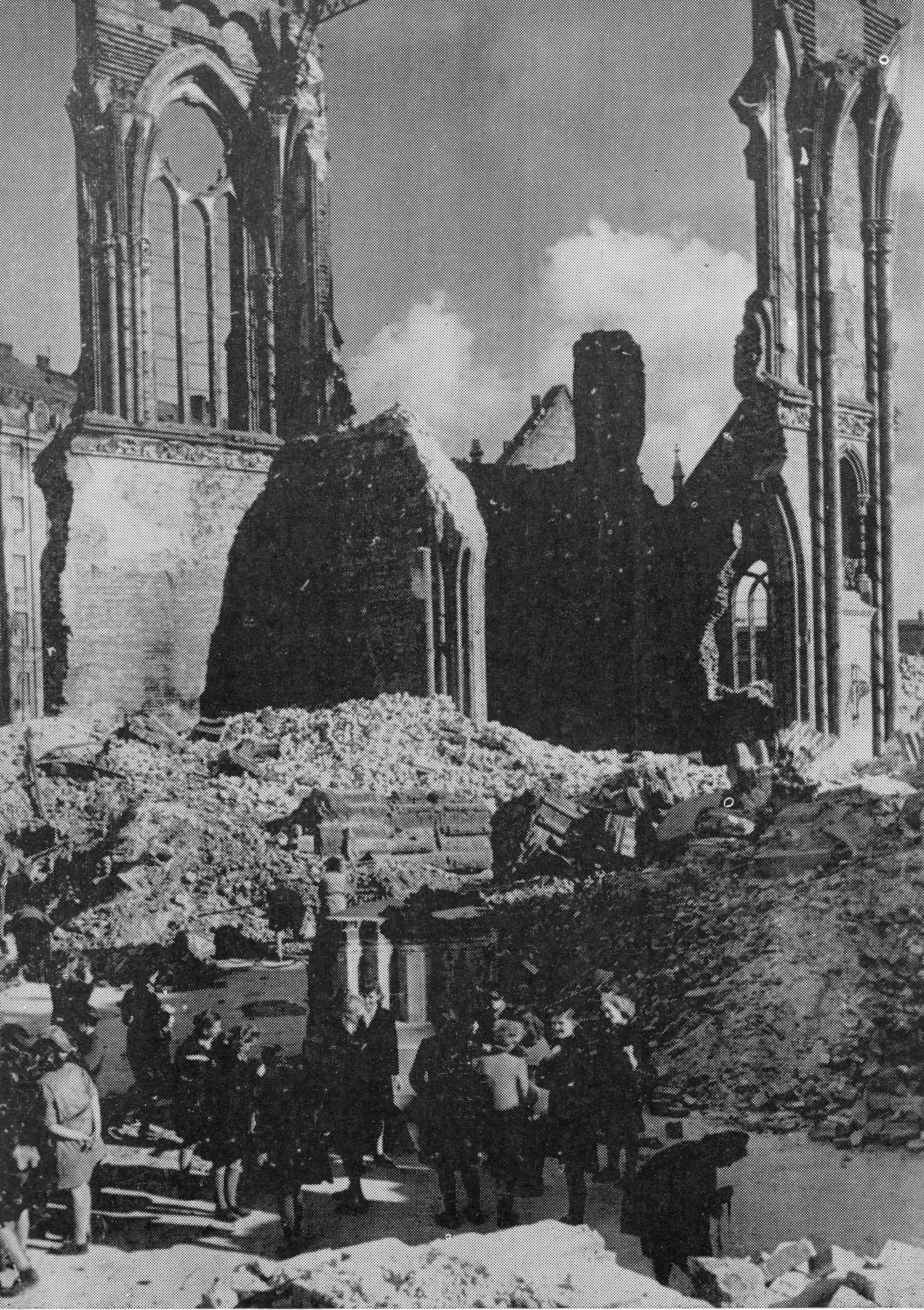
Ruiny świątyni w 1945
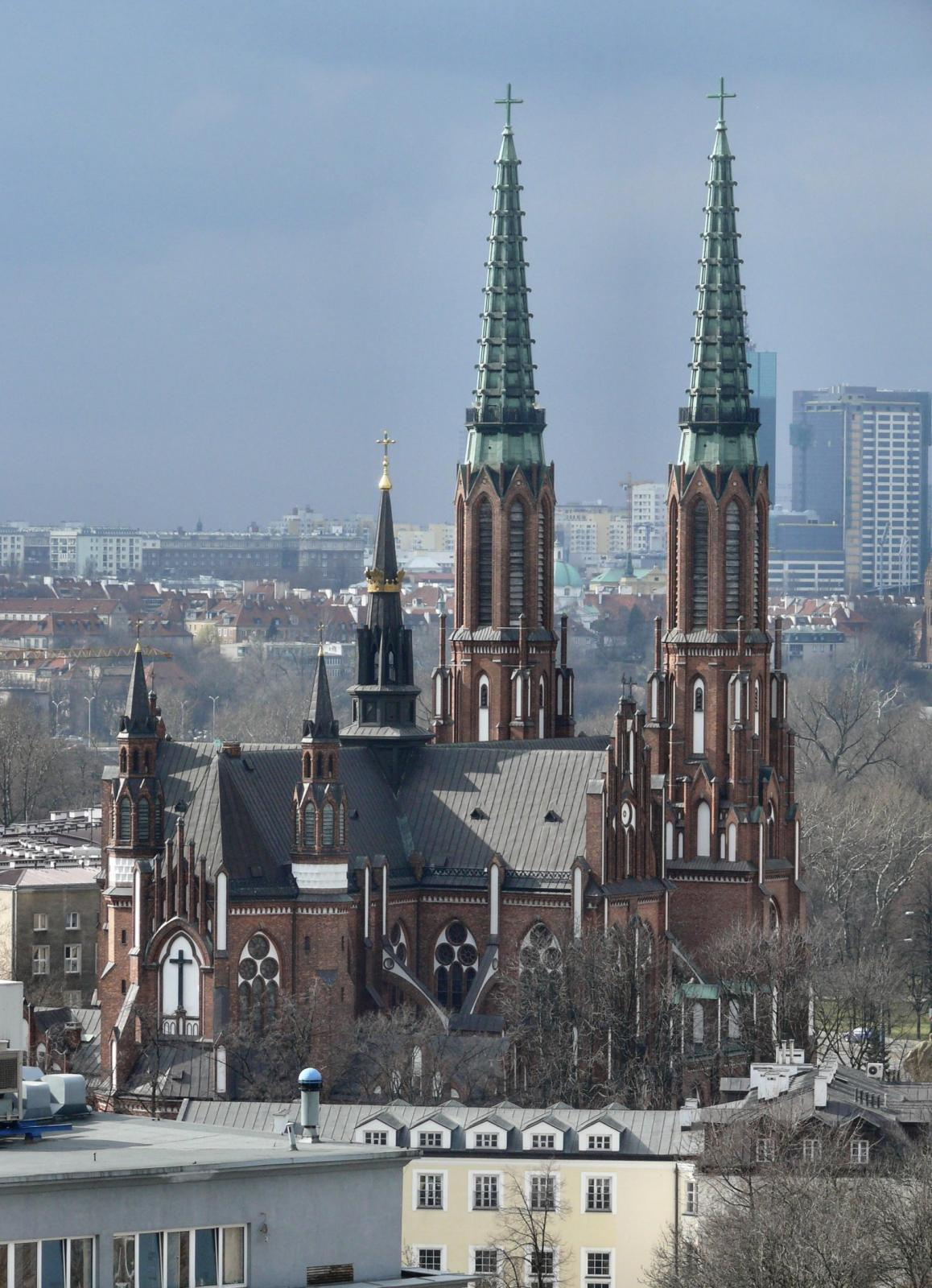
Katedra od strony wschodniej
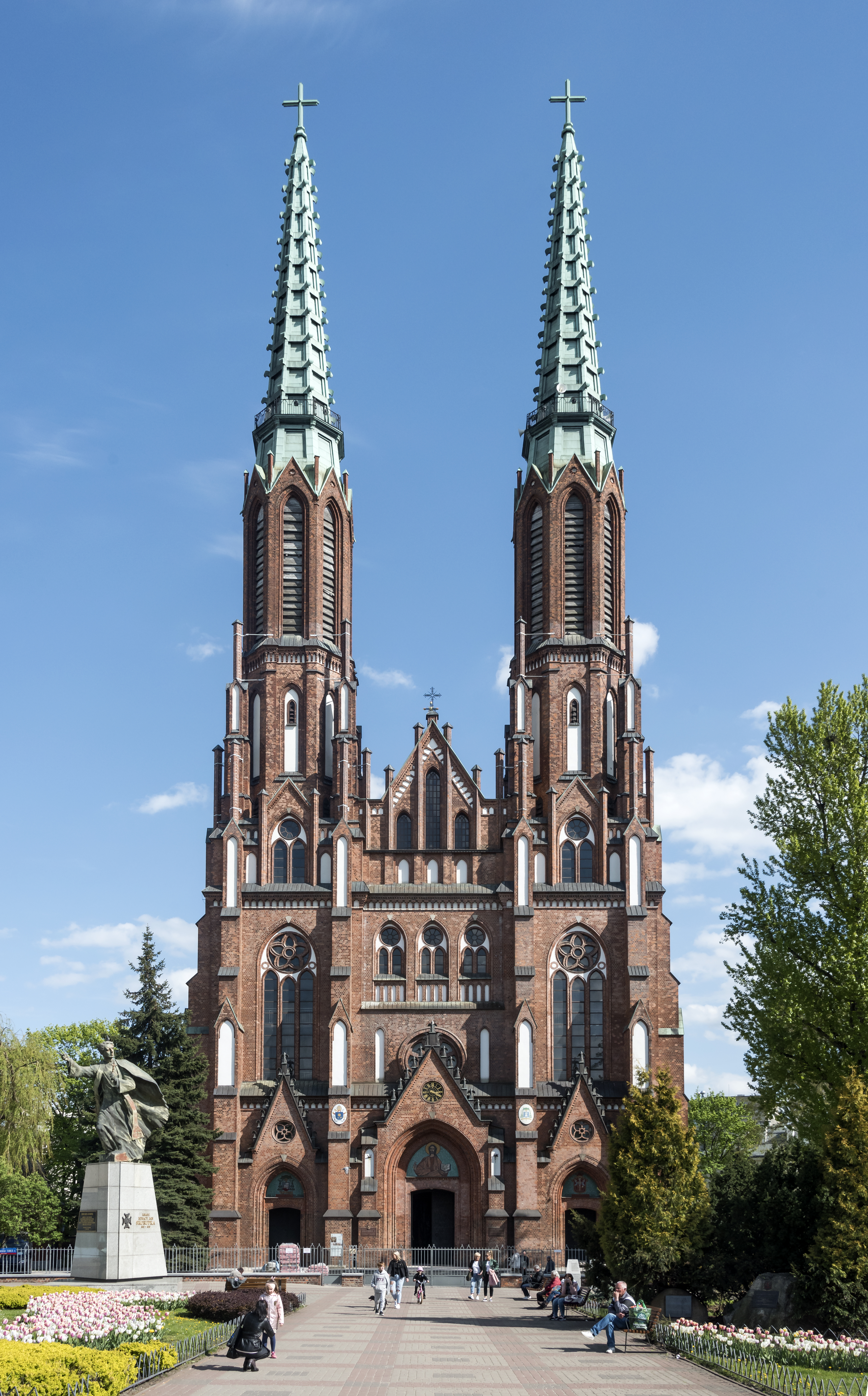
Elewacja frontowa
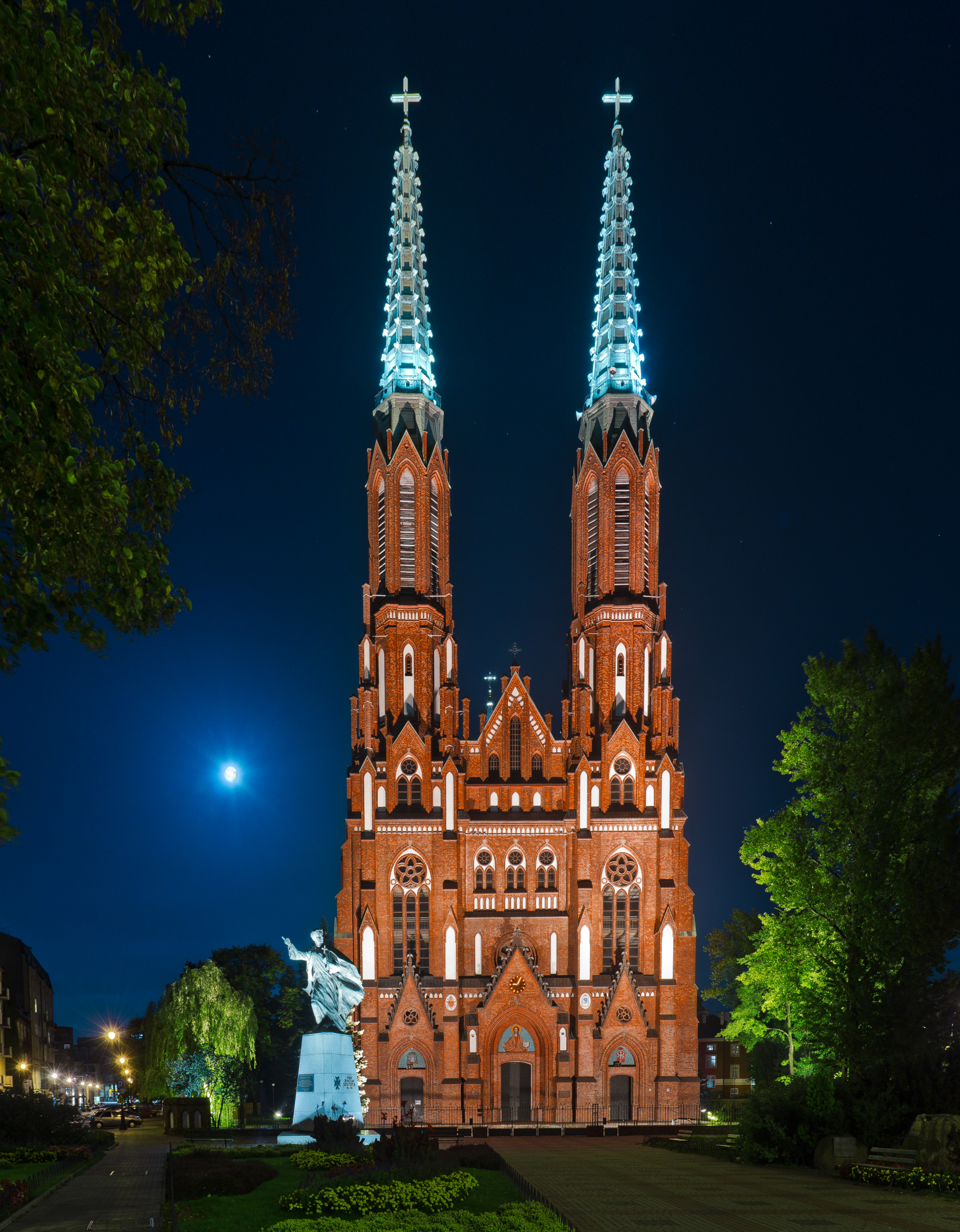
Świątynia nocą
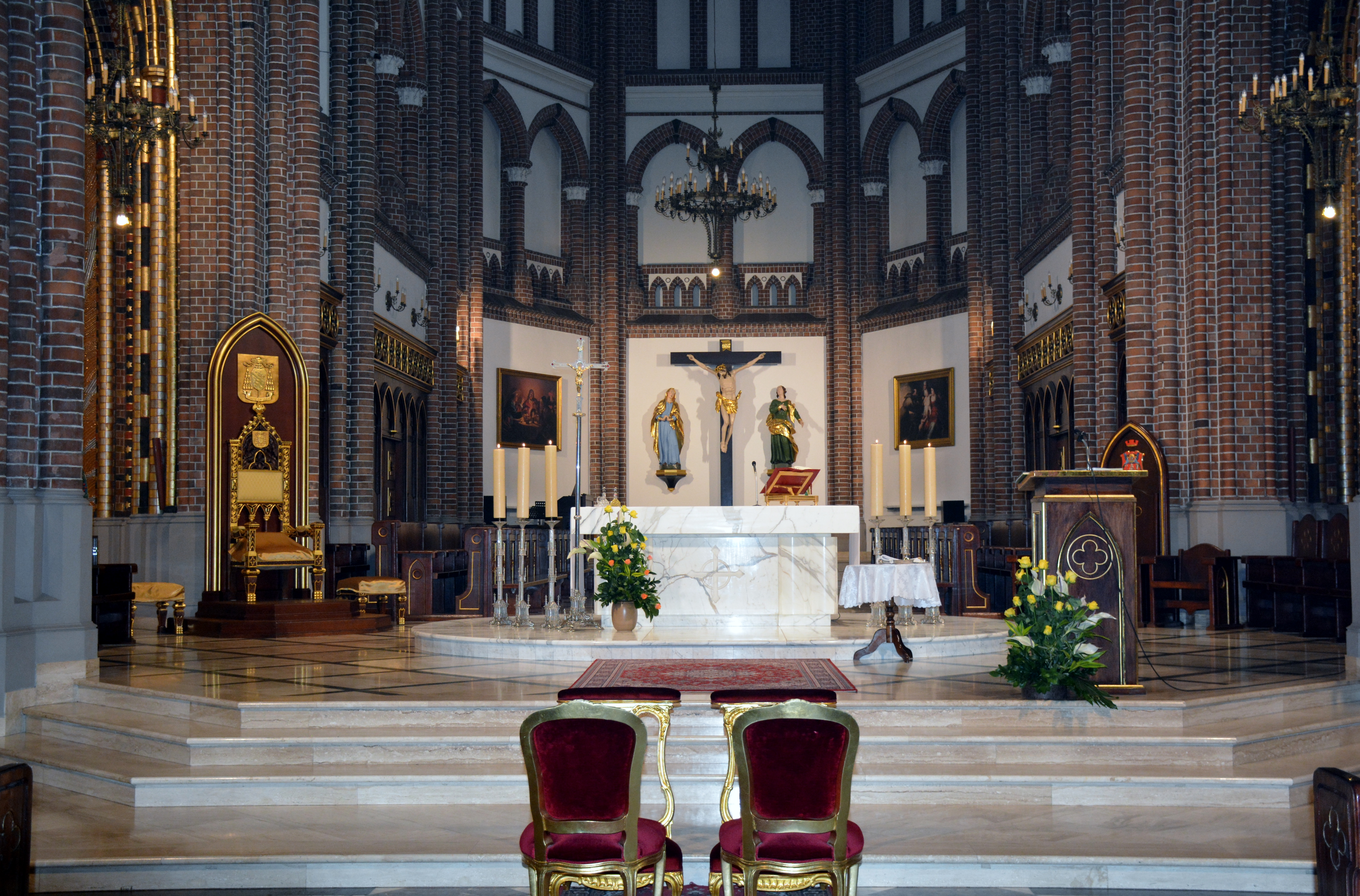
Ołtarz główny
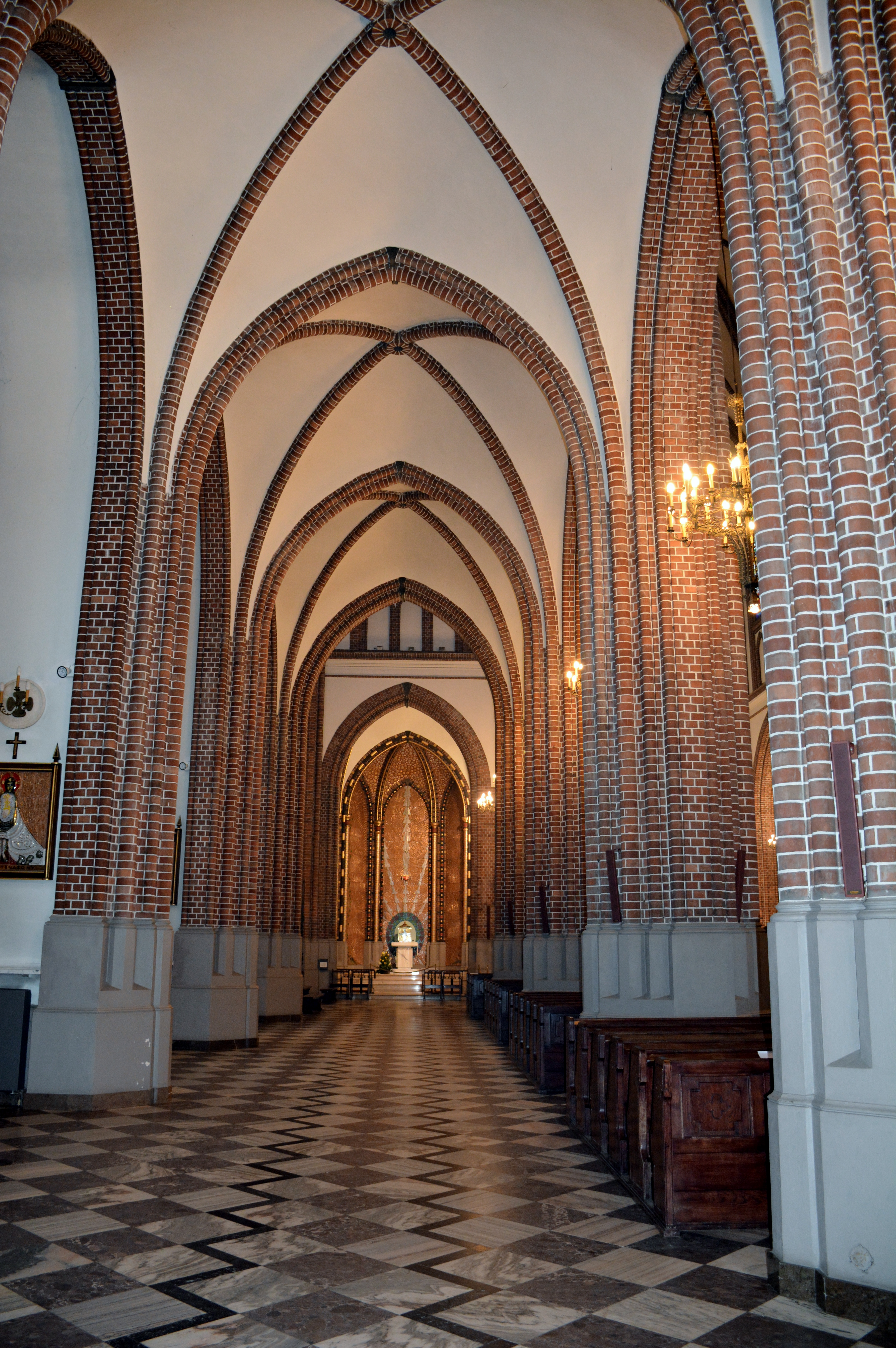
Nawa boczna